# Erythraeus phalangoides
Erythraeus phalangoides är en spindeldjursart som först beskrevs av De Geer 1778.  Erythraeus phalangoides ingår i släktet Erythraeus, och familjen Erythraeidae. Arten är reproducerande i Sverige.